# Кряковский, Вадим
Вадим Кряковский (26 июня 1987) — киргизский футболист и игрок в мини-футбол, нападающий, имеющий также гражданство России.

## Биография
В высшей лиге Кыргызстана дебютировал в 2007 году в составе «Абдыш-Аты», куда перешёл в летнее трансферное окно. Первый гол за клуб забил 16 июля 2007 года в аннулированном позднее матче против «Авиатора» (1:0), затем сделал «дубль» 18 июля в игре против «Абдыш-Ата-ФШМ» (6:1). О выступлениях в двух следующих сезонах сведений нет.
В 2010 году играл за «Химик» (Кара-Балта), причём был включен в заявку как гражданин России. В 2011 году снова играл за «Абдыш-Ату» и стал с этим клубом обладателем Кубка Кыргызстана и бронзовым призёром чемпионата. Сезон 2012 года начал в «Кара-Балте», но во время летнего перерыва перешёл в бишкекское «Динамо-МВД». В 2013 году играл за «Алгу», участвовал в матчах Суперкубка Кыргызстана, проигранных «Дордою».
Также выступал в Суперлиге Кыргызстана по мини-футболу за «Беловодск». Во второй половине 2010-х годов играл в Казахстане на любительском уровне за клуб «Казаэронавигация» (Астана).